# Empréstito

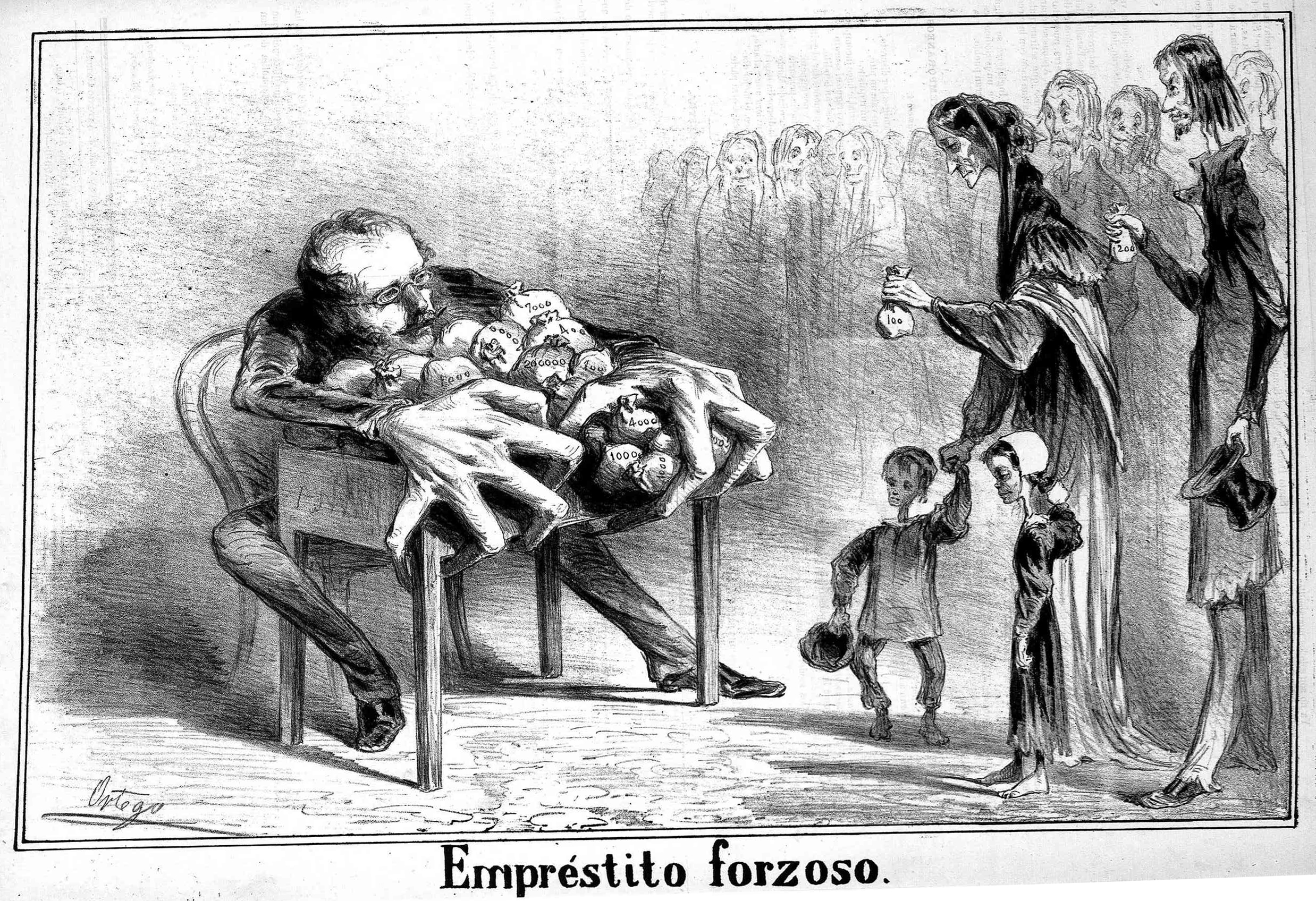
«Empréstito forzoso»

Un empréstito es una forma de captar dinero del público por parte de las entidades de crédito, que emiten en este caso un conjunto de valores en serie que la gente puede comprar. A cambio, la entidad se compromete a devolver el dinero en el plazo y con los intereses pactados. Se parece a un depósito a plazo fijo, pero la diferencia reside en que en un empréstito la deuda que asume la entidad está representada por un valor cuya propiedad puede ser transmitida libremente, a saber, que se puede comprar o vender. Estos valores se llaman títulos de renta fija, porque quienes los poseen reciben unos intereses fijados de antemano, a diferencia de lo que ocurre con la renta variable.
No solo las entidades de crédito emiten renta fija, sino también otras empresas tales como compañías eléctricas, de autopistas o de telecomunicaciones. El Estado a través del Tesoro Público también emite empréstitos que llama Deuda Pública.

## Empréstito a un Estado o gobierno
Según el autor Adolfo Arrioja Vizcaíno, se llama empréstito al crédito o financiamiento otorgados a un gobierno por un Estado extranjero, por organismos internacionales de crédito (Fondo Monetario Internacional, Banco Interamericano de Desarrollo, Eximbank, Banco Mundial, etc.), por instituciones privadas de crédito extranjeras o por instituciones nacionales de crédito para la satisfacción de determinadas necesidades presupuestales, que generan para el gobierno receptor, la obligación a un cierto plazo, de restituirlos adicionados con una sobreprima por concepto de intereses y cuyo conjunto, aunado a otras disposiciones crediticias (emisión de bonos, moratorias e indemnizaciones diferidas por expropiación y nacionalizaciones), forma la deuda pública de un país.
Los empréstitos pueden negociarse a corto, mediano o largo plazo; de acuerdo fundamentalmente con la capacidad de pago del receptor y con sus requerimientos monetarios.
Pueden revestir la forma de "préstamos libres" o de "préstamos atados", según se condicione o no por el otorgante, su aplicación a programas específicos de gobierno. Así, por ejemplo, los créditos que confiere el Banco Interamericano de Desarrollo "organismo de ayuda económica internacional a los países del Continente Americano" son generalmente "atados", en virtud de que su aprobación y desembolso están vinculados a la planeación y ejecución de obras públicas perfectamente identificadas, v. gr., la constitución de un sistema de riego para el fomento de la agricultura en una región territorialmente delimitada. Por el contrario, los empréstitos provenientes del Fondo Monetario Internacional, como generalmente obedecen a propósitos de reconstrucción económica global, suelen revestir el carácter de "créditos libres", en cuanto a que su aplicación no está condicionada, si bien las "cartas de intención" conforme a las cuales dicho organismo trabaja, llegan a imponer a las naciones receptoras fuertes restricciones en materia de tasas anuales de inflación, incrementos salariales, reducción del circulante monetario y otras más que sería largo enumerar aquí.

## Tipos de empréstitos

### Empréstitos asegurados
Un préstamo garantizado es una forma de deuda en la que el prestatario pignora algún activo (por ejemplo, un coche, una casa) como garantía.
Un préstamo hipotecario es un tipo de préstamo muy común, utilizado por muchos particulares para adquirir una propiedad residencial o comercial. El prestamista, que suele ser una institución financiera, recibe una garantía (un derecho de retención sobre el título de propiedad) hasta que la hipoteca se haya pagado en su totalidad. En el caso de los préstamos hipotecarios, si el prestatario incumple el pago del préstamo, el banco tendría el derecho legal de recuperar la casa y venderla, para recuperar las sumas que se le adeudan.
Del mismo modo, un préstamo para comprar un coche puede estar garantizado por el coche. La duración del préstamo es mucho más corta, y suele corresponder a la vida útil del coche. Existen dos tipos de préstamos para automóviles: directos e indirectos. En un préstamo directo, el banco presta el dinero directamente al consumidor. En un préstamo indirecto, un concesionario (o una empresa vinculada) actúa como intermediario entre el banco o la entidad financiera y el consumidor.
Otras formas de préstamos garantizados son los préstamos contra valores, como acciones, fondos de inversión, bonos, etc. Este instrumento concreto concede a los clientes una línea de crédito basada en la calidad de los valores pignorados. Los préstamos sobre oro se conceden a los clientes tras evaluar la cantidad y calidad del oro de los objetos pignorados. Las empresas también pueden obtener préstamos garantizados pignorando los activos de la empresa, incluida la propia empresa. Los tipos de interés de los préstamos con garantía suelen ser más bajos que los de los préstamos sin garantía. Normalmente, la entidad crediticia emplea a personas (en nómina o por contrato) para evaluar la calidad de la garantía pignorada antes de sancionar el préstamo.

### Empréstitos sin garantía
Los préstamos sin garantía son préstamos monetarios que no están garantizados con los activos del prestatario. Las entidades financieras pueden ofrecerlos bajo diferentes formas o paquetes comerciales:
- Tarjetas de crédito
- Préstamos personales
- Descubiertos bancarios
- Líneas de crédito
- Bonos de empresa (con o sin garantía)
- Préstamos entre particulares

Los tipos de interés aplicables a estas diferentes modalidades pueden variar en función del prestamista y del prestatario. Pueden estar o no regulados por ley. En el Reino Unido, cuando se aplican a particulares, pueden estar regulados por la Consumer Credit Act 1974 (Ley de Crédito al Consumo de 1974).
Los tipos de interés de los préstamos sin garantía son casi siempre más altos que los de los préstamos con garantía porque las opciones de recurso del prestamista contra el prestatario en caso de impago son muy limitadas, lo que supone un riesgo mayor para el prestamista que en el caso de un préstamo con garantía. Un prestamista no garantizado debe demandar al prestatario, obtener una sentencia monetaria por incumplimiento de contrato y, a continuación, perseguir la ejecución de la sentencia contra los activos libres de cargas del prestatario (es decir, los que aún no están pignorados a los prestamistas garantizados). En los procedimientos de insolvencia, los prestamistas garantizados tienen tradicionalmente prioridad sobre los prestamistas no garantizados cuando un tribunal divide los activos del prestatario. Así, un tipo de interés más alto refleja el riesgo adicional de que, en caso de insolvencia, la deuda pueda ser incobrable.

### Empréstitos a la vista
Los préstamos a la vista son préstamos a corto plazo que no suelen tener fechas fijas de reembolso. En su lugar, los préstamos a la vista tienen un tipo de interés variable, que varía en función del tipo de interés preferencial u otras condiciones contractuales definidas. La entidad prestamista puede "exigir" el reembolso de los préstamos a la vista en cualquier momento. Los préstamos a la vista pueden ser no garantizados o garantizados.

### Empréstito subvencionado
Un préstamo subvencionado es un préstamo en el que el interés se reduce mediante una subvención explícita u oculta. Por ejemplo, en el contexto de los préstamos universitarios en Estados Unidos, se refiere a un préstamo en el que no se devengan intereses mientras el estudiante siga matriculado.

### Empréstito concesional
Un préstamo en condiciones favorables, a veces denominado "préstamo blando", se concede en condiciones sustancialmente más generosas que los préstamos del mercado, ya sea mediante tipos de interés inferiores a los del mercado, periodos de gracia o una combinación de ambos. Estos préstamos pueden ser concedidos por gobiernos extranjeros a países en vías de desarrollo o pueden ofrecerse a los empleados de las instituciones crediticias como beneficio para los empleados (a veces denominado prebenda).

## Cuadro de amortización de un empréstito
Las variables de un préstamo se pueden recoger ordenadamente por cada intervalo o período, formando el cuadro de amortización del empréstito:
| tr | ar | Ir         | △r        | Cr    | Mr | Nr |
| 0  |    |            |           | C N1  |    |    |
| 1  | a1 | N1 C i1    | N1△1+M1C1 | C1 N2 | M1 | N1 |
| 2  | a2 | N2 C1 i2   | N2△2+M2C2 | C2 N3 | M2 | N2 |
| r  | ar | Nr Cr-1 ir | Nr△r+MrCr | Cr Nr | Mr | Nr |
| n  | an | Nn Cn-1 in | Nn△n+MnCn | 0     | Mn | Nn |

donde
- tr es el extremo del intervalo del tiempo.
- ar representa la anualidad de amortización del empréstito. Corresponde a la dotación realizada por el emisor, con el fin de pagar los intereses del capital pendiente de devolver en el tr-1, generados en el último período [tr-1, tr] y la cancelación de los títulos amortizados en el período Mr, en caso de amortización escalonada.
- Ir es la parte de la anualidad que se destina al pago de los intereses del capital pendiente de amortización, es decir, la cuota de intereses del período. tr.
- △r es la cuota de amortización. Cuantía de la anualidad del empréstito que se destina a amortizar los títulos, en el caso de amortización escalonada.
- C0 (C N1) es la cuantía del empréstito, calculada como valor nominal de cada título (N) por el número de títulos emitidos.
- Mr es el número de obligaciones amortizadas en el período r.
- Nr+1 número de títulos vivos al principio del período tr. En el período t0 el número de títulos vivos es el número de títulos emitidos.[6]

## Mercados objetivos
Los préstamos también se pueden clasificar dependiendo de si el deudor es una persona física (consumidor) o una persona jurídica.

### Personal
Los préstamos al consumo comunes incluyen hipotecas, préstamos para automóviles, líneas de crédito con garantía hipotecaria, tarjetas de crédito, préstamos a plazos y adelantos de salario. La calificación crediticia del prestatario es un factor clave al otorgar un préstamo y determinar la tasa de interés (APR) para estos préstamos. Los pagos mensuales de los préstamos al consumo pueden reducirse eligiendo un plazo de pago más prolongado, pero esto aumentará el total de intereses pagados.

### Comercial
Los préstamos para negocios son similares a los mencionados anteriormente, pero también incluyen hipotecas comerciales, bonos corporativos y préstamos garantizados por el gobierno. Un préstamo DSCR es un tipo de hipoteca no calificada (Non-QM) que permite a los prestatarios obtener un crédito basándose en el flujo de caja generado por una propiedad de inversión en lugar de en la documentación de ingresos tradicional.

## Impuestos de los Estados Unidos
La mayoría de las normas principales que regulan la tributación de los préstamos en los Estados Unidos están codificadas tanto por el Congreso como por el Departamento del Tesoro.[cita requerida]
1. El préstamo no es un ingreso bruto del prestatario. Dado que el prestatario está obligado a devolver el préstamo, no incrementa su riqueza.[16]
2. El prestamista no puede deducir la cantidad del préstamo. La justificación aquí es que un activo (dinero en efectivo) se ha convertido en otro activo. Generalmente, las deducciones no están disponibles cuando los costos se destinan a la creación de un nuevo o diferente activo.
3. El monto pagado para cumplir la obligación del préstamo no es deducible para el prestatario.
4. El reembolso del préstamo no constituye un ingreso bruto para el prestamista. En esencia, la promesa de reembolsar el préstamo se convierte nuevamente en dinero en efectivo, sin que el prestamista reciba ingresos adicionales.

## Abusos en los préstamos
Los préstamos predatorios son una forma de abuso en la concesión de préstamos. Suele implicar la concesión de un préstamo con el fin de poner al prestatario en una posición en la que se pueda obtener una ventaja sobre él; los préstamos hipotecarios de alto riesgo y los préstamos de día de pago son dos ejemplos, donde el prestamista no está autorizado o regulado, el prestamista podría ser considerado un prestamita tiburón.
La usura es una forma diferente de abuso, en la que el prestamista cobra un interés excesivo. En diferentes épocas y culturas, el tipo de interés aceptable ha variado, desde ningún interés hasta tipos de interés ilimitados. En algunos países, las organizaciones de consumidores han acusado a las empresas de tarjetas de crédito de conceder préstamos a tipos de interés usureros y de ganar dinero con "cargos extra" frívolos.
Los abusos también pueden consistir en que el cliente defraude al prestamista pidiéndole un préstamo sin intención de devolverlo.